# IC 1012
IC 1012 = IC 4431 ist eine Spiralgalaxie vom Hubble-Typ Sc im Sternbild Bärenhüter am Nordsternhimmel. Sie ist schätzungsweise 186 Millionen Lichtjahre von der Milchstraße entfernt.
Das Objekt wurde am 9. Mai 1866 vom US-amerikanischen Astronomen Truman Henry Safford entdeckt.